# Hanuš Wihan
Hanuš Wihan (Police nad Metují, 5 de juny de 1855 – 1 de maig de 1920) fou un violoncel·lista i compositor txec.
Estudià en el Conservatori de Praga amb Hegenbart i Karel Hoffmann, i després de formar part del Mozarteum, de Salzburg, fou contractat per anar a Niça, com a solista, i més tard a Berlín i Múnic, on formà part del quartet de Walter. El 1888 se li atorgà la plaça de professor de violoncel en el Conservatori de Praga, on fomentà especialment l'estudi de la música de cambra.
Sota la seva direcció es formà allà, el 1891, el famós quartet txec, integrat per Hoffmann, Nedbal, Suk i Berger. Després de la mort de Berger, ocorreguda el 1893, s'encarregà personalment de la part del violoncel en aquest quartet, abandonant llavors el seu professorat. Se li deuen diverses composicions per a violoncel i alguns lieder.